# الکس نورتون
الکس نورتون (به انگلیسی: Alex Norton) (زاده ۲۷ ژانویهٔ ۱۹۵۰) بازیگر اسکاتلندی است.
از فیلم‌های معروف او می‌توان به بازی در فیلم بازی پاتریوت، تاگارت، موجودات زیبا، هیمیش مکبث، رسوایی و آسایش و خوشی اشاره کرد.